# Toribio Reoyo Barbadillo
Toribio Reoyo Barbadillo (segle xix - Barcelona, 31 de desembre de 1918) fou un obrer tipògraf, sindicalista de la UGT i militant del PSOE.

## Biografia
El 1872 era membre de l'Asociación del Arte de Imprimir de Madrid i el 1876 es va establir a Barcelona, on va intervenir en la fundació de la Societat Tipogràfica de Barcelona l'agost de 1879, de la qual fou elegit president el 1882-1883. El 1887 també va dirigir breument el periòdic El Obrero i com a dirigent de l'Ateneu Obrer de Barcelona va ser president amb Antonio García Quejido de la comissió organitzadora del congrés fundacional de la UGT celebrat a Barcelona l'agost de 1888, al qual assistí representant la Federació Tipogràfica Espanyola i formant part de la ponència que redactà els estatuts. Arran d'aquest congrés trencà amb Josep Pàmias, qui es va decantar pel socialisme possibilista.
Quan l'agost de 1897 Antonio García Quejido va tornar a Madrid, va ser elegit secretari del Comitè de la UGT, càrrec que ocupà fins a setembre de 1899. També va ser secretari de la citada Federació Tipogràfica del 1897 al 1899. En qualitat de secretari del Comitè de la UGT va inaugurar les sessions del 6è congrés de la UGT celebrat a Madrid del 13 al 15 de setembre de 1899. També fou director de La República Social (1896-1898), editat a Mataró.
Com a màxim dirigent del socialisme a Catalunya, fou candidat del PSOE per la província de Barcelona a les eleccions generals espanyoles de 1891, 1893, 1896 i 1901 i per Palma a les eleccions generals espanyoles de 1898, 1899 i 1901, i no fou escollit en cap d'elles. Des del 1903 el seu lideratge en el socialisme català es va veure disputat per Josep Comaposada, qui havia fundat aquell any la Federació Socialista Catalana. Els seus darrers anys fou director de La Revista Fabril i caixista a La Publicidad, d'on fou acomiadat uns anys abans de morir en no considerar-se rendible el seu treball.